# 桑賈伊·甘地
桑賈伊·甘地（印地語： संजय गाँधी；英文：Sanjay Gandhi，1946年12月14日—1980年6月23日）是一個印度政治人物，前印度總理英迪拉·甘地和政治人物費羅茲·甘地的幼子，現印度國會議員拉胡爾·甘地的叔叔。他的功過備受爭議，被指在1975年－1977年間以非官員身分濫權。他在其母親奪回權力後不久就因空難死亡。他在死前五個月獲選入印度國會。

## 早年生活
桑賈伊·甘地和他的長兄拉吉夫·甘地在Welham Boys' School就讀 1 - 6 年級，在杜恩公學讀 7 - 12 年級。他從沒讀大學，但曾在勞斯萊斯當學徒。他對跑車很入迷，亦考獲飛機師資格。

## 家庭生活
桑贾伊与妻子Maneka Gandhi（1956-）在1974年结婚，1980年3月生下唯一的儿子，但儿子出生三个月后，桑贾伊便死于飞机失事。

## 計劃生育政策
在1976年，由桑賈伊·甘地提議印度政府制定了一份鼓勵人口節育的政策。原先計劃是一戶家庭超生三位孩子，將取消兒童營養補助，另還有輸精管切除術的獎勵措施。該計劃遭遇廣泛的批評，始終未能執行。

## 註腳
1. ↑  . Brill Academic Pub. 1988  [2013-12-08]. （原始内容存档于2014-01-05）.
2. ↑  . Firstpost. 2013-06-13  [2013-12-08]. （原始内容存档于2013-12-13）.